# 拉玛八世

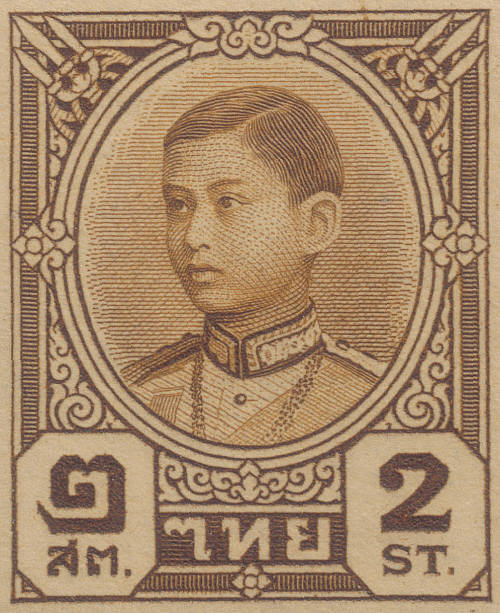
阿南塔玛希敦在位期间发行的邮票。1940年，銮披汶·颂堪将国名「暹罗」改为「泰国」（ไทย)。

阿南塔玛希敦（皇家轉寫：Phra Bat Somdet Phra Poramentharamaha Ananthamahidon Phra Atthamaramathibodin，1925年9月20日—1946年6月9日，是泰国扎克里王朝的第八位国王，1935年至1946年在位，亦稱拉玛八世（Rama VIII）。

## 早年生活
阿南塔玛希敦是宋卡亲王玛希敦·阿杜德（朱拉隆功的儿子）的长子，在他出生时他的父母正在德国海德堡求學。他的伯父瓦栖拉兀於1925年10月13日的時候发电报给他的父母，建议以“阿南塔玛希敦”為名（意为玛希敦的快乐）。
后来他又跟随父母赴巴黎及洛桑，過後又到了美国马萨诸塞州的剑桥市。1928年他父亲在哈佛大学完成其医学学位后，阿南塔玛希敦便随父母回到了泰国。但阿南塔玛希敦的父亲卻在他四岁（1929年）的時候在泰國去世。
1932年泰国爆发革命，革命結束了君主專制。而且革命后，他的叔叔拉玛七世有可能退位。由于阿南塔玛希敦是王位继承人之一，他的祖母沙旺·瓦他那太王太后 (五世王朱拉隆功的繼王后) 担心他會有生命危险，因此敦促他們全家再次赴洛桑，而官方解釋为阿南塔玛希敦及其弟弟是為了健康与未來的教育而再次回到洛桑。1933年他们再次离开泰国。在這期間，阿南塔·玛希敦大部分的少年時間的是在瑞士度过的。
但是当巴提差朴退位已经不可避免时，泰国政府向阿南塔玛希敦的母亲詢問，是否愿意她的兒子成为下一位国王。

## 继位过程
瓦栖拉兀與阿南塔玛希敦的父亲宋卡亲王本是同父异母兄弟。由于朱拉隆功出访欧洲时，瓦栖拉兀的母亲紹瓦帕·蓬西被指定摄政（當時瓦栖拉兀還是王太子），使得紹瓦帕·蓬西的子孙从这个时候开始在王位继承的顺序上比阿南塔·玛希敦的祖母沙旺·瓦他那的子孙要高。這就是為什麼瓦栖拉兀死后是由他的弟弟，紹瓦帕·蓬西所生之第七子巴提差朴登基的，而不是玛希敦·阿杜德。
不过巴提差朴的登基也不是沒有问题的，因为瓦栖拉兀和巴提差朴之间有一个早逝的同母的兄弟乍甲蓬·普瓦那王子，而这位兄弟又有一个儿子朱拉·乍甲蓬。这位朱拉王子本来应该成为瓦栖拉兀的继承人，然而瓦栖拉兀在生前发布了一道法令，禁止与外国人结婚的王室成员以及其后代成为王位继承人，拥有乌克兰血统的朱拉因此失去了王位继承资格。
因为巴提差朴没有儿子和弟弟，所以王位继承人的顺序又排到阿南塔玛希敦祖母沙旺·瓦他那的子孙上了。由于宋卡亲王的其他同母兄弟没有可以合法继承王位的儿子，因此阿南塔玛希敦便順利地成为继承人首选。但是也有人认为合理的继承人应该是中间被跳过的那位王子。
最后的决定要由内閣做出，但内閣對继承也有不同意见。後來在讨论过程中，时任内务部长的比里·帕侬荣说服了内閣成员将王位交给阿南塔玛希敦。对政府来说让一个在瑞士求學的小孩子繼承王位是最適合不過的了。于是，就在1935年3月2日，阿南塔玛希敦在叔父巴提差朴宣布退位后正式登基。

## 国王生涯

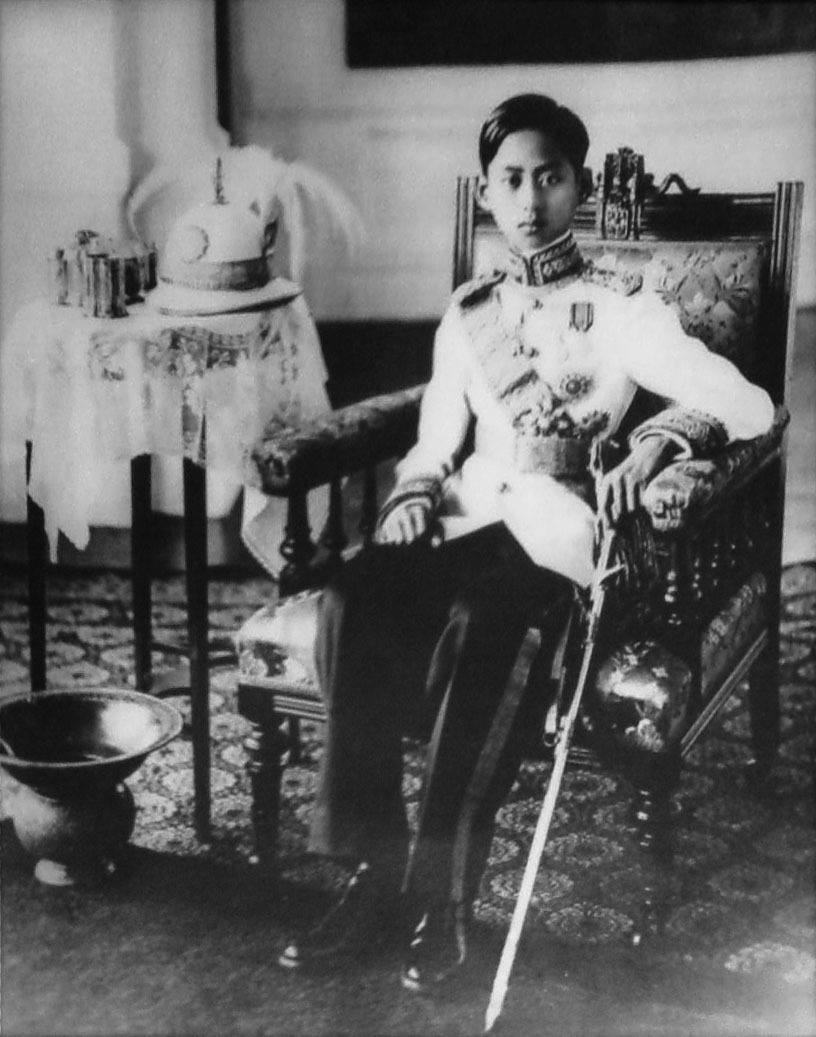
阿南塔瑪西敦，1938年

由于国王还年幼且在瑞士求學，泰国国会便指定三位輔政大臣作为他的代表。
1938年，13岁的阿南塔玛西敦首次以國王的身份与他的母亲和弟弟普密蓬·阿杜德一起回到泰国進行短暫的訪問。後來他下一次回国是在第二次世界大战后。也就是1945年12月他获得法学学士后。虽然這時他尚年輕而且没有執政的经验，但是他卻很快就获得了泰国人民的热爱。（在1930年代至40年代，在动乱的泰国，人民依然是很尊敬他们的国王的）。其中最為人回憶的是，为了平缓战后华人与泰人之间的紧张关系，阿南塔玛西敦访问了曼谷的中国城。
在外国观察家认为，阿南塔玛西敦不想做国王，而且他的统治时期也不会长久。1946年1月英国驻东南亚的长官路易斯·蒙巴顿访问曼谷时描述阿南塔玛西敦：“他是一个『怯弱、近视』的小男孩，他狭窄的肩膀和平平的胸脯上挂满了华丽的饰物，总的来说一个可怜、孤独的人。”在一个社交集会中，蒙巴顿写道：“他的紧张度不断增高，到达了一个可怕的程度。我不断地靠近他，好在他昏厥的時候扶住他。”

## 逝世之谜[原創研究？]
1946年6月9日，阿南塔玛西敦打算回瑞士繼續他在洛桑大学的法学博士學位的前四天，有人发现他在王宫寝室中中弹身亡。後來他的弟弟，也就是普密蓬·阿杜德继位成為國王。阿南塔玛西敦從被選為国王直到去世也从未正式加冕，後來他的弟弟追認他为正式国王。
阿南塔玛西敦之死至今依然是一个谜，而且在泰国也从未被公开讨论过。威廉·史蒂芬逊在與普密蓬·阿杜德國王的协助下写的《革命国王》中排除了所有事后被处决者是兇手的可能性，而认为阿南塔玛西敦是被战时在泰国行动过的日本情报军官辻政信刺杀的。
至今为止泰国的官方解释為，阿南塔玛西敦是在擦枪时，手槍走火而意外遇難。但史蒂芬逊的描述卻证明阿南塔玛西敦不可能是自杀或者走火被杀。宮裡的人发现他时他是背躺在他的床上，没有戴眼镜。由于他近视度非常高，不戴眼镜他几乎什么也看不清。他的前额上有一个小弹孔，而后脑卻有一個比较大的孔。他的手枪是一位前美军军官送给他的M1911手枪，当时並不在他身旁。这是一把重手枪，未经训练的人很难使用这样的手枪。對於虚弱、20岁的阿南塔玛西敦是不可能背躺在他的床上再用这把枪射入他的前额。假如他的确是用这把手枪打了自己的话，那么这把手枪的冲击力会将他的整个头骨打碎，而不是衆多目击者所看到的小孔。附近没有子弹壳。后来普密蓬·阿杜德下令對事件进行的調查，調查結果（后来被政府下令禁止发表）表明阿南塔玛西敦的手枪未被使用。
假如阿南塔玛西敦不是自杀或因走火被杀的话，那么他显然是被谋杀，如果是被謀殺，那么就得看謀殺对谁最有利，最明显的受益者是在继承人名单上仅次于他的弟弟。在泰国不敬罪的重刑恫嚇之下，这个设想是不可思议、不可说出的。但在1950年代这个说法被廣泛流傳著。但這個原因可能性非常小。因為阿南塔玛西敦不是被他自己的手枪打死的，假如普密蓬·阿杜德是谋杀者的话他必须使用另一把枪，然后在别人闻声赶到的几秒钟内把这把凶器藏起来。第二是所有人都证明第一個发现阿南塔玛西敦被杀的是他的母亲，而普密蓬·阿杜德是后来被叫到现场的。第三，也是最重要的是，他們兄弟俩人关系相當好，而且非常紧密，而且普密蓬·阿杜德当时也不想做国王（有些人说他到去世前依然不想做国王），而是想回到美麗的瑞士去過著閒雲野鶴的生活。
如果阿南塔玛西敦的死被判斷是被宫外的人谋杀的，那嫌疑者並不少。当时的泰国政治有两个主要人物。这两个人物在1932年领导推翻君主專制的革命，（但后来都有点失势）。首先是銮披汶·颂堪元帅，他在二战中是一个親日的独裁者，他在戰時領導泰國加入軸心國成為日本盟友，但是在战后试图投靠美国。另一个是左翼政治家比里·帕侬荣。他在二次大战时是英国的秘密间谍，被看作是亲英的。阿南塔玛西敦被杀时他是泰國总理。当时美国和英国都在试图获取在战后泰国的主导地位。
在泰国政治中，国王有著非常重要的作用。从1932年始泰国实际上没有国王，这对于銮披汶·颂堪在的统治是非常重要的。对他來說如果一個國王可能會威脅到他轉向對美國的要求資助的意圖。因此他可能會利用日本軍官来谋杀阿南塔玛西敦。以使他認為比較容易摆布的普密蓬·阿杜德來成為國王。
虽然不太可能，但是依然有这个可能性，比里·帕侬荣也有可能怕一个强大的国王会防止他在泰国建立一个左翼政府。虽然比里·帕侬荣不是共产党人，但是他很亲中国共产党，后来他逃离泰国后就住在中华人民共和国。当时的英国政府是一个工党政府，因此比里·帕侬荣觉得就算充当英国间谍也不抵触他的左翼倾向。按照这个理论谋杀了国王会削弱国王的力量，使得一个左翼革命更容易成立。在冷战时期许多人怀疑比里·帕侬荣谋杀了阿南塔玛西敦。但是威廉·史密森逊说，普密蓬·阿杜德曾对他说他不相信比里·帕侬荣与这次谋杀有关。
1955年2月鑾披汶·頌堪处死了阿南塔玛西敦的三个侍者，控告他们谋杀阿南塔玛西敦。今天已知对这三个人的控告是毫无依據的，而且随着三人陆续离世，阿南塔玛西敦之死一事成为了永远的悬案。

## 身後

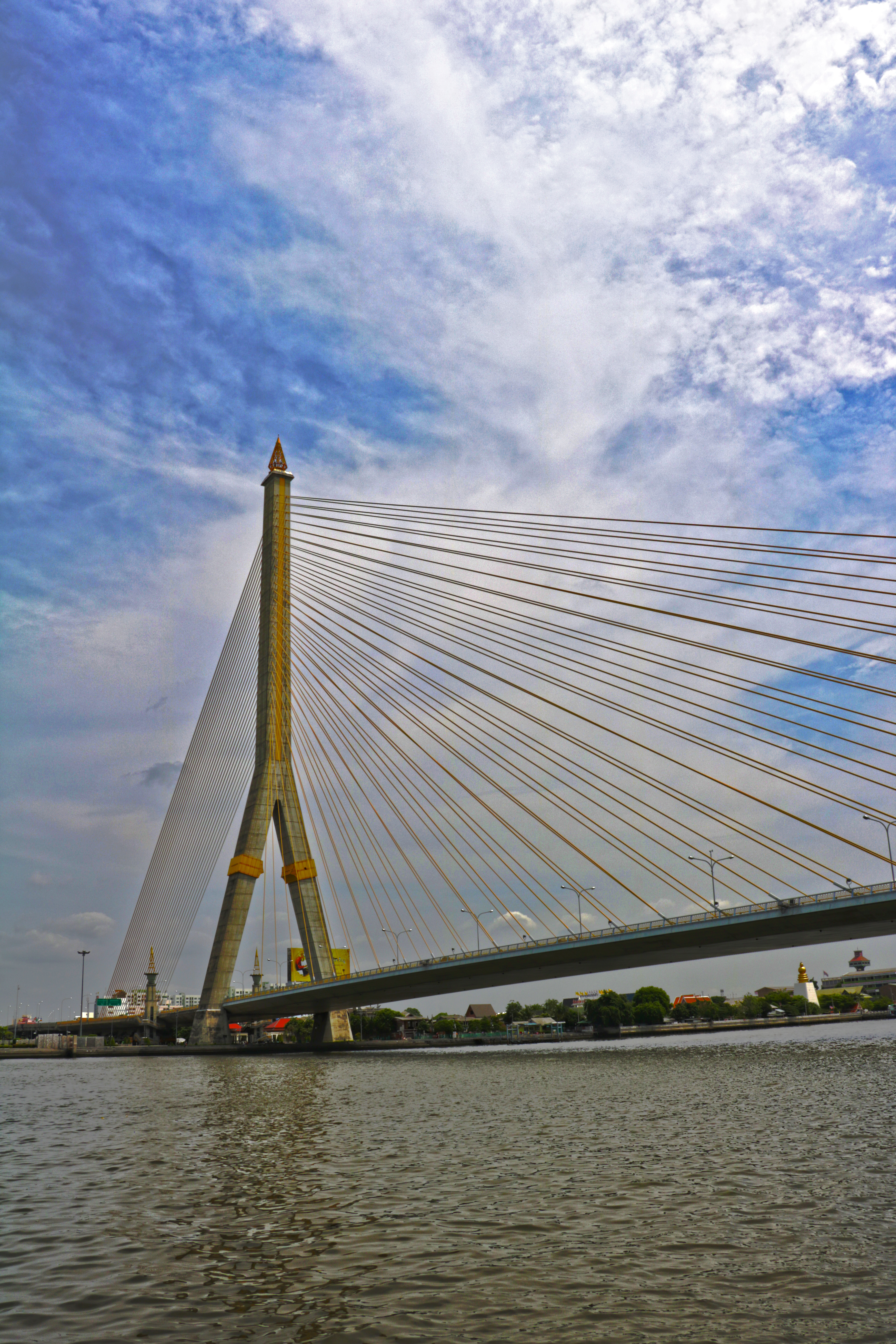
紀念阿南塔瑪希敦的拉瑪八世大橋

阿南塔瑪希敦駕崩後，其弟蒲美蓬繼承泰國王位，成為拉瑪九世。而阿南塔瑪希敦雖然從未加冕為王，但其弟蒲美蓬追認阿南塔瑪希敦為正式國王，稱其為拉瑪八世。
蒲美蓬在葬禮過後，將拉瑪八世的骨灰安葬在曼谷的蘇泰寺裡供奉。